# 辽州 (唐朝)
辽州，唐朝时设置的州。
唐太宗贞观十九年（645年）唐太宗征討高句麗，奪得遼東城、蓋牟城、白巖城，以遼東城為遼州、蓋牟城為蓋州、白巖城為巖州。遼州治所在遼東城（今遼寧省遼陽市文聖區），属營州都督府。十月，唐軍撤退，三州百姓內遷，遼州被廢除。唐高宗總章元年（668年），唐朝滅亡高句麗，遼東城改為辽城州都督府。